# Raising Hell
Raising Hell je název audiovizuálního záznamu vystoupení heavymetalové skupiny Iron Maiden, který byl natočen 28. srpna 1993 v Londýnských studiích Pinewood a živě vysílán předplaceným televizním přenosem v Severní Americe. Později vysílací práva zakoupila společnost BBC, která záznam odvysílala v sestříhané podobě. V USA koncert na VHS a DVD distribuuje BMG, v ostatních zemích EMI.
Šlo o poslední koncert se zpěvákem Brucem Dickinsonem (do návratu ke kapele v roce 1999). Na pódiu se skupinou vystupoval hororový mág Simon Drake, který nakonec „zabil“ Bruce v železné panně, „amputoval“ Daveu Murrayovi ruce kotoučovou pilou a „pozabíjel“ personál a diváky.

## Seznam skladeb
1. "Be Quick or Be Dead"
2. "The Trooper"
  - Drake vsedě uvádí další píseň, polkne velkou pilulku. Náhle se mu rozevřou kalhoty a vyskočí dvě ženy.
3. "The Evil That Men Do"
4. "The Clairvoyant"
5. "Hallowed Be Thy Name"
  - Po této písni si Drake zabodne do předloktí dlouhý nůž. Když ho vytáhne, utře krev a ukáže, že rána zmizela. Potom si přichystá doutník, ale uvědomí si, že nemá zapalovač. Fanoušek v první řadě mu ho půjčí. Zapalovač však nefunguje, Drake nařídí svým pohůnkům, aby fanouška vytáhli a zavřeli do truhlice. Následně fanouška „zpopelní“ tím, že zapálí vnitřek truhlice pomocí dvou drátů, které vytrhl z akumulátoru.
6. "Wrathchild"
7. "Transylvania"
8. "From Here to Eternity"
  - Během této písně Drake Murrayovi amputuje ruce dvěma kotoučovými pilami a nechá je hrát na kytaru. Murray se před další písní vrátí.
9. "Fear of the Dark"
  - Drake dá ženu jménem Tracy spoutat řetězy a vytrhne jí srdce. Tluče do něj na stole a potom jí ho vrátí a znovu ji přivede k životu. Jeden fanoušek na Drakea vykřikne cosi hanlivého. Drake si ho nechá vytáhnout na pódium a s pomocí asistentky ho umučí v černé reproduktorové ozvučnici.
10. "The Number of the Beast"
11. "Bring Your Daughter... to the Slaughter"
  - V průběhu této písně přeřízne Drake ženu kotoučovou pilou. Poté provrtá asistence hlavu improvizovanou vrtačkou. Pak uřízne hlavu fanouškovi, hraje s ní kopanou a nakonec ji hodí i s ručním granátem do odpadkového koše. Následně fanouška znovu přivede k životu.
  - Před další písní připíchne Drake asistentku k televizoru. Roztrhne si košili a odhalí hodiny ve svém hrudníku.
12. "2 Minutes to Midnight"
13. "Afraid to Shoot Strangers"
14. "Heaven Can Wait"
15. "Sanctuary"
16. "Run to the Hills"
17. "Iron Maiden"
  - Drakovi asistenti odvlečou Bruce a zavřou ho do železné panny. Potom Drakea odláká maskot Iron Maiden, Eddie. Asistentka iluzionistu omráčí a Eddie spolu s dalšími pomocníky ho odnesou ke dlouhému kůlu a nabodnou ho na něj. Eddie se vrátí k Brucovi, usekne mu hlavu a připíchne ji na špičku kůlu.

## Sestava
- Bruce Dickinson – zpěv
- Dave Murray – kytara
- Janick Gers – kytara
- Steve Harris – baskytara
- Nicko McBrain – bicí